# Hôtel de préfecture du Gard
L'hôtel de préfecture du Gard est un bâtiment public situé à Nîmes, en France.
Il abrite, depuis 1857, les services de préfecture du département du Gard.

## Localisation
L'édifice se situe au 10 avenue Feuchères, dans le centre-ville de Nîmes. Une partie des services a été transférée dans le même bâtiment que le conseil général du Gard, situé juste derrière, en bordure du jardin de la préfecture. L'entrée se fait au 3 rue Guillemette. 

## Historique
La construction de l'édifice est décidée en 1853, par le conseil général de département du Gard, et effectuée de 1855 à 1857, sous la direction de l'architecte départemental Léon Feuchère.
Il succède à la Maison Carrée (1800-1807), au palais épiscopal (1807-1822), et à l'Hôtel Rivet (1822-1857), comme hôtel de préfecture du Gard.    

## Architecture
L'édifice est construit dans un style éclectique et suit un plan en U, La cour d'honneur du bâtiment administratif est bordée de chaque côté par une aile.

Au centre du corps de logis, se dresse une tour de l'horloge à portiques et colonnades. L'horloge est entourée des allégories de l'agriculture et l'industrie, œuvres du sculpteur Joseph Félon. 

Les corps de bâtiment sont couverts par un toit mansardé en ardoise, ceinturé par une balustrade de pierre. Les ouvertures, munies de balustres dans leur partie basse, sont surmontées d'une corniche (RDC), à laquelle s'ajoute un fronton à l'antique (étage). 
Côté jardin, le corps de logis est flanqué par deux tours d'angle couvertes d'un toit pointu à pans coupés en ardoise.